# Población activa

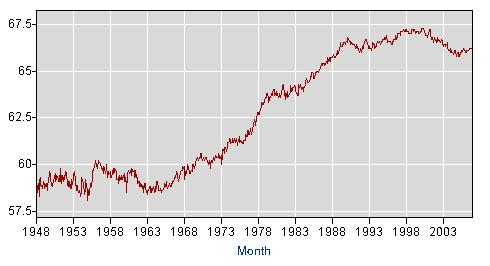
Tasa de población activa en Estados Unidos en el periodo 1948-2006.
Fuente: United States Bureau of Labor Statistics.

La población activa de un país es la cantidad de personas que se han integrado al mercado de trabajo.
La población activa de un país (u otra entidad geográfica) está compuesta por todos los habitantes en edad laboral que o bien trabaja en un empleo remunerado (población ocupada) o bien se halla en plena búsqueda de empleo (población en paro). Por tanto, la población activa se divide en dos grupos, los empleados y los desempleados. La fracción de población activa que busca empleo pero no es capaz de encontrarlo determina la tasa de desempleo.

## Tasa de actividad
La tasa de actividad de una población resulta del cociente entre la población activa (o población económicamente activa) y la población en edad de trabajar, habitualmente expresado en porcentaje. Durante la última mitad del siglo XX la tasa de la población activa se incrementó significativamente en el denominado mundo occidental, debido principalmente al creciente número de mujeres que accedieron al mercado de trabajo.

## Fórmulas
La tasa de actividad puede disminuir cuando la tasa de crecimiento de la población supera a la de los ocupados y desocupados juntos. La tasa de actividad es un componente clave en el largo plazo en el crecimiento económico, casi tan importante como la productividad.
Ptot = población total
O = número de ocupados
D = número de desocupados
PA = Población activa = O + D
(PEA, población económicamente activa, es sinónimo de PA, población activa)
PET = Población en edad de trabajar
(PEL, población en edad laboral, es sinónimo de PET)
PI = Población inactiva = PET - PA
p = tasa de actividad = PA / PET
Tasa global de actividad = PA / Ptot
Tasa específica de actividad: ídem para un intervalo de edad determinado
e = tasa de empleo = O / PET
d = tasa de desempleo = D / PA
(tasa de paro es sinónimo de tasa de desempleo)

## Conceptos relacionados
- Población ocupada: personas con empleo.
- Población activa: población ocupada más la población desempleada (en paro).
- Población inactiva: personas que no tienen trabajo y tampoco lo están buscando (se consideran diferentes situaciones al respecto).[10]
- Población en edad de trabajar: personas que, según la ley, tienen edad apta para trabajar (todas las personas del intervalo en cuestión, p.e. 16 años o más -España-).

Sectores de la población activa
- sector primario: población empleada en las actividades económicas de agricultura, ganadería, explotación forestal, caza, pesca y la explotación de las minas e hidrocarburos. se representa con el número uno (I) romano.

- sector secundario: población ocupada en la actividad económica, la actividad industrial; es decir, manufacturas, construcción, electricidad, gas, agua, etc. Se representa con el número dos (II) romano.

- sector terciario: población que se dedica a las actividades comerciales, de transporte, servicios en general, tanto públicos como privados. Se representa con el número tres (III) romano.

Peso del sector (primario, secundario o terciario)
Es el porcentaje de ocupados en el sector en cuestión.